# Dieter Wiedemann (Medienwissenschaftler)

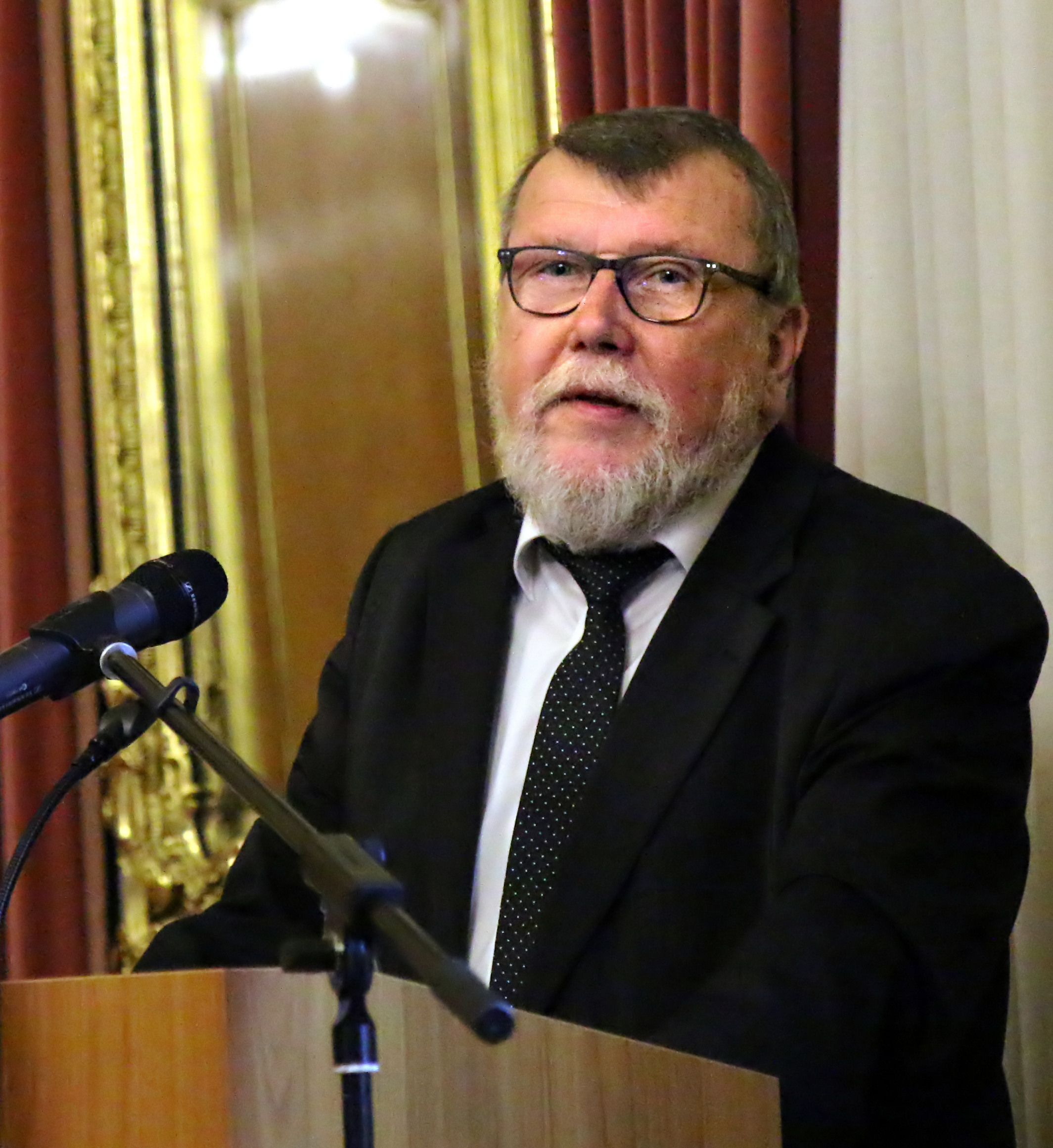
Dieter Wiedemann (2018)

Dieter Wiedemann (* 1946 in Liběšice u Želenice, Tschechoslowakei) ist ein deutscher Medienwissenschaftler und Medienpädagoge.

## Leben
Wiedemann besuchte seit 1952 die Schule in Suhl und machte dort 1964 sein Abitur. Von 1967 bis 1971 studierte er Dramaturgie und Theaterwissenschaft an der Theaterhochschule Leipzig und Filmwissenschaft an der Hochschule für Film und Fernsehen in Babelsberg. Nach dem Abschluss des Studiums als Diplom-Dramaturg begann er 1971 seine Tätigkeit am Zentralinstitut für Jugendforschung in Leipzig, wo er bis 1989 zunächst als wissenschaftlicher Mitarbeiter, später als Abteilungsleiter arbeitete. Von 1972 bis 1975 absolvierte er ein Zweitstudium der Pädagogischen Psychologie an der Karl-Marx-Universität Leipzig und schloss dieses als Diplom-Pädagoge ab. Im Jahr 1980 wurde Wiedemann promoviert (Dissertation A), 1988 habilitierte er sich (Dissertation B).
Im Jahr 1990 wechselte Wiedemann an die Hochschule für Film und Fernsehen „Konrad Wolf“. Dort war er von 1990 bis 1992 Direktor des Instituts für Medienforschung und 1993 Gründungsbeauftragter des Studiengangs AV-Medienwissenschaft. Seit April 1995 ist er Professor für AV-Medienwissenschaft an der HFF. Im Juli 1995 wurde er einstimmig als Nachfolger Wolf-Dieter Panses zum Rektor der Hochschule gewählt, im Mai 2000 als Präsident wiedergewählt. Im April 2012 wurde er als Präsident offiziell verabschiedet, amtierte aber weiter bis zu seinem Eintritt in den Ruhestand im Dezember 2012. Vorübergehend leitete Martin Steyer als Interims-Präsident die HFF, bis im Oktober 2013 die Volkswirtin Susanne Stürmer Wiedemanns Nachfolge antrat.
Von 1999 bis 2007 war Wiedemann Vorsitzender der Gesellschaft für Medienpädagogik und Kommunikationskultur (GMK).
Er hat zahlreiche Publikationen zu Film und Fernsehen, insbesondere zu Rezeption und Wirkung mit dem Schwerpunkt Kinder und Jugendliche, sowie zur Aufarbeitung und kritischen Wertung des DEFA-Filmerbes und des Kinderfernsehens der DDR verfasst.